# Mademoiselle Mante
Louise-Charlotte-Théophile-Delphine Escoffié, dite Mademoiselle Mante, est une actrice française, née le 2 juin 1799 à Paris et morte le 25 mars 1849 dans la même ville.

## Biographie
Elle fut inhumée au cimetière du Père-Lachaise (28e division, ligne n°10 face à la division 39 ; concession reprise en 2021).

## Théâtre

### Carrière à la Comédie-Française
Entrée en 1822
Nommée 237e sociétaire en 1823
Départ en 1849
(source : Base documentaire La Grange sur le site de la Comédie-Française, sauf mention contraire)
- 1822 : Le Misanthrope de Molière : Célimène
- 1822 : Le Barbier de Séville de Beaumarchais : Rosine
- 1822 : Tartuffe de Molière : Elmire
- 1823 : L'Homme aux scrupules de Richard Faber : Célimène
- 1823 : L'Éducation ou les Deux cousines de Casimir Bonjour : Laure
- 1823 : Le Misanthrope de Molière : Eliante
- 1824 : Le Tardif de Justin Gensoul : Mme de Saint-Phar
- 1825 : Le Veuvage interrompu de Jean-François Bayard : Mme Merval
- 1828 : Chacun de son côté d'Édouard-Joseph-Ennemond Mazères : Mme Bargent
- 1828 : La Princesse Aurélie de Casimir Delavigne : Béatrix
- 1829 : Le Bon garçon de Louis-Benoît Picard et Édouard-Joseph-Ennemond Mazères : Mme Beaugrand
- 1829 : Le Complot de famille d'Alexandre Duval : la marquise
- 1829 : La Petite ville de Louis-Benoît Picard : Mme Belmont
- 1830 : La Belle-mère et le gendre de Joseph-Isidore Samson : Mme Mirecour
- 1830 : Trois jours d'un grand peuple de Jean-Henri-Michel Nouguier : Mme Melcour
- 1830 : 1760 ou Une matinée de grand seigneur d'Alexandre de Longpré : la maréchale
- 1831 : Un jeu de la fortune ou les Marionnettes de Louis-Benoît Picard : Mme Saint-Phar
- 1831 : Charlotte Corday de Hippolyte-François Regnier-Destourbet : la marquise
- 1832 : Les Ricochets de Louis-Benoît Picard : Mme de Mirecour
- 1832 : Les Comédiens de Casimir Delavigne : Mme Blinval
- 1832 : L'Alcade de Molorido de Louis-Benoît Picard : Antonia
- 1833 : La Mort de Figaro de Joseph-Bernard Rosier : la comtesse
- 1833 : L'Alibi d'Alexandre de Longpré : Mme de Tencin
- 1834 : Une liaison d'Adolphe Simonis Empis et Édouard-Joseph-Ennemond Mazères : Augusta
- 1835 : Le Bourgeois gentilhomme de Molière : Dorimène
- 1835 : Une présentation d'Alphonse-François Dercy de François et Narcisse Fournier : Mme de Pompadour
- 1836 : Le Mariage de Figaro de Beaumarchais : la comtesse
- 1836 : Le Testament d'Alexandre Duval : Mme Dumont
- 1836 : Marie de Virginie Ancelot : Mme d'Herbigny[2]
- 1837 : La Vieillesse d'un grand roi de Joseph-Philippe-Simon Lockroy et Auguste Arnould : Mme de Maintenon
- 1837 : Julie ou une séparation d'Adolphe Simonis Empis : Mme de Césanne
- 1837 : Le Misanthrope de Molière : Arsinoé
- 1837 : Claire ou la Préférence d'une mère de Joseph-Bernard Rosier : Mme Dorménil
- 1838 : L'Impromptu de Versailles de Molière : Mlle Du Parc
- 1838 : Le Ménestrel de Camille Bernay : Milady
- 1838 : Richard Savage de Charles-Louis-François Desnoyer et Eugène Labat : la marquise
- 1839 : Le Comité de bienfaisance d'Augustin-Jules de Wailly et Charles Duveyrier : Mme Mainville
- 1839 : Mademoiselle de Belle-Isle d'Alexandre Dumas : la marquise de Prie[2]
- 1839 : Il faut que jeunesse se passe de Michel-Nicolas Balisson de Rougemont : Mme Despalières
- 1839 : Un cas de conscience de Charles Lafont : Mme Fabricius
- 1840 : Henri III et sa cour d'Alexandre Dumas : Catherine de Médicis[3]
- 1840 : Japhet ou la Recherche d'un père d'Eugène Scribe et Émile-Louis Vanderburch : la marquise
- 1840 : Le Verre d'eau ou les Effets et les causes d'Eugène Scribe : la duchesse de Marlborough
- 1841 : La Protectrice d'Émile Souvestre et Claire Brune : la baronne
- 1842 : Monsieur de Maugaillard de Joseph-Bernard Rosier et Auguste Arnould : Ermanstrude de Maugaillard
- 1842 : Un veuvage de Joseph-Isidore Samson : Mme de Beaufort
- 1842 : Le Dernier marquis de Hippolyte Romand : Madeleine
- 1843 : Les Grands et les petits de Charles-Jean Harel : la marquise
- 1844 : L'Héritière d'Adolphe Simonis Empis : la comtesse
- 1846 : Une nuit au Louvre d'Émile-Louis Vanderburch : Catherine de Médicis
- 1846 : Le Nœud gordien de Madame Casamayor : la marquise
- 1847 : Notre fille est princesse de Léon Gozlan : Mme Roger
- 1847 : Les Aristocraties d'Étienne Arago : Mme Verdier
- 1848 : Il ne faut jurer de rien d'Alfred de Musset : la baronne
- 1849 : Bon gré mal gré de Jules Barbier : la baronne